# Paul Delforge
Paul Jean Théodore Delforge (Etterbeek, 2 mei 1919 - 5 december 1989) was een Belgisch volksvertegenwoordiger.

## Levensloop
Delforge was onderwijzer aan de normaalschool Karel Buls in Brussel. In 1940 nam hij deel aan de Achttiendaagse Veldtocht en werd hij krijgsgevangen genomen. Hij wist te ontsnappen en werd vervolgens actief in het Verzet. In april 1942 werd Delforge door de Gestapo gearresteerd, waarna hij een jaar dwangarbeid verrichtte in de gevangenis van Leuven.
In 1948 werd hij voor de Liberale Partij gemeenteraadslid van Oudergem. Hij werd schepen van 1956 tot 1959 en was van 1959 tot 1976 burgemeester.
In 1963 werd hij namens de PLP lid van de Kamer van volksvertegenwoordigers voor het arrondissement Brussel, wat hij bleef tot in 1974. Vervolgens was Delforge van 1974 tot 1977 provinciaal senator voor Brabant in de Belgische Senaat.
Delforge maakte deel uit van de Brusselse federatie van de PLP. Deze federatie verklaarde zich in juni 1970 autonoom ten opzichte van de nationale leiding van de unitaire PVV-PLP. De reden was de goedkeuring van een wetsontwerp over de begrenzing van de Brusselse agglomeratie tot 19 gemeenten, die mede door de steun de Vlaamse liberalen de benodigde tweederdemeerderheid behaalde en door de Franstalige Brusselaars binnen de liberale partij fel werd bestreden. Delforge vond echter dat  de Brusselse federatie zich te veel liet leiden door het FDF en trad daarom in september 1970 toe tot de Fédération PLP de l'arrondissement de Bruxelles, die de banden met de Vlaamse en Waalse liberalen opnieuw wilde aanhalen. Delforge werd verkozen tot voorzitter van de federatie, die gemakshalve de PLP-Delforge werd genoemd. 
Nadat de PLP-Delforge bij de verkiezingen van 1974 geen verkozenen meer behaalde, ging de federatie in juni 1975 over tot een verzoening met de andere Brusselse liberalen, die inmiddels met de Parti Libéral Bruxellois (PL) een eigen partij hadden gesticht. Na deze verzoening probeerde Delforge de PL ertoe te bewegen om een gezamenlijke partij te vormen met de Waalse liberalen, maar de partijleiding wilde hier niet op ingaan. Als reactie werkte Delforge in december 1975 mee aan de oprichting van een dissidente PLP-federatie, die zoveel mogelijk leden van de PL wilde aantrekken om een fusie met de Waalse liberalen af te dwingen. Dit lukte echter niet en Delforge werd na enkele maanden alweer uit de PL gezet. Vervolgens was hij enkele jaren politiek onafhankelijk.
In september 1978 richtte Delforge zijn eigen partij op, het Centre Democratie et Solidarité (CDS), een samenwerkingsverband tussen Delforges Lijst van de Burgemeester in Oudergem, de Centrum Partij en de Union des Belges. De partij wilde de nationale eenheid in België bevorderen door de gewesten intenser te laten samenwerken en ijverde voor de oprichting van een volwaardig Brussels Hoofdstedelijk Gewest, een totale stopzetting van immigratie en een sterke verlaging van de belastingen. Omdat de CDS grote gelijkenissen vertoonde met de eerder dat jaar opgerichte UDRT-RAD, startten beide partijen gesprekken op met het oog op een samensmelting. Tot een fusie kwam het uiteindelijk niet, maar de CDS besloot wel om geen lijsten in te dienen bij de verkiezingen in december dat jaar om de UDRT-RAD meer kans op een parlementszetel te geven. Op de lijsten van UDRT-RAD waren tevens enkele leden van de Centrum Partij en de Union des Belges terug te vinden. Uiteindelijk zou de UDRT-RAD 1 zetel in de Kamer veroveren, die bekleed werd door Robert Hendrick, de stichter van deze partij.
Toen de PL in mei 1979 besloot om opnieuw samen te gaan met de Waalse liberalen van het PRLW en beide partijen de PRL gingen vormen, keerden Delforge en de overige gemeenteraadsleden van de Lijst van de Burgemeester in Oudergem echter terug naar het liberale kamp en werd de CDS opgedoekt. Delforge zou voor de rest van zijn politieke carrière deel uitmaken van de PRL. 